# Sakraler Raum im Antoniushaus

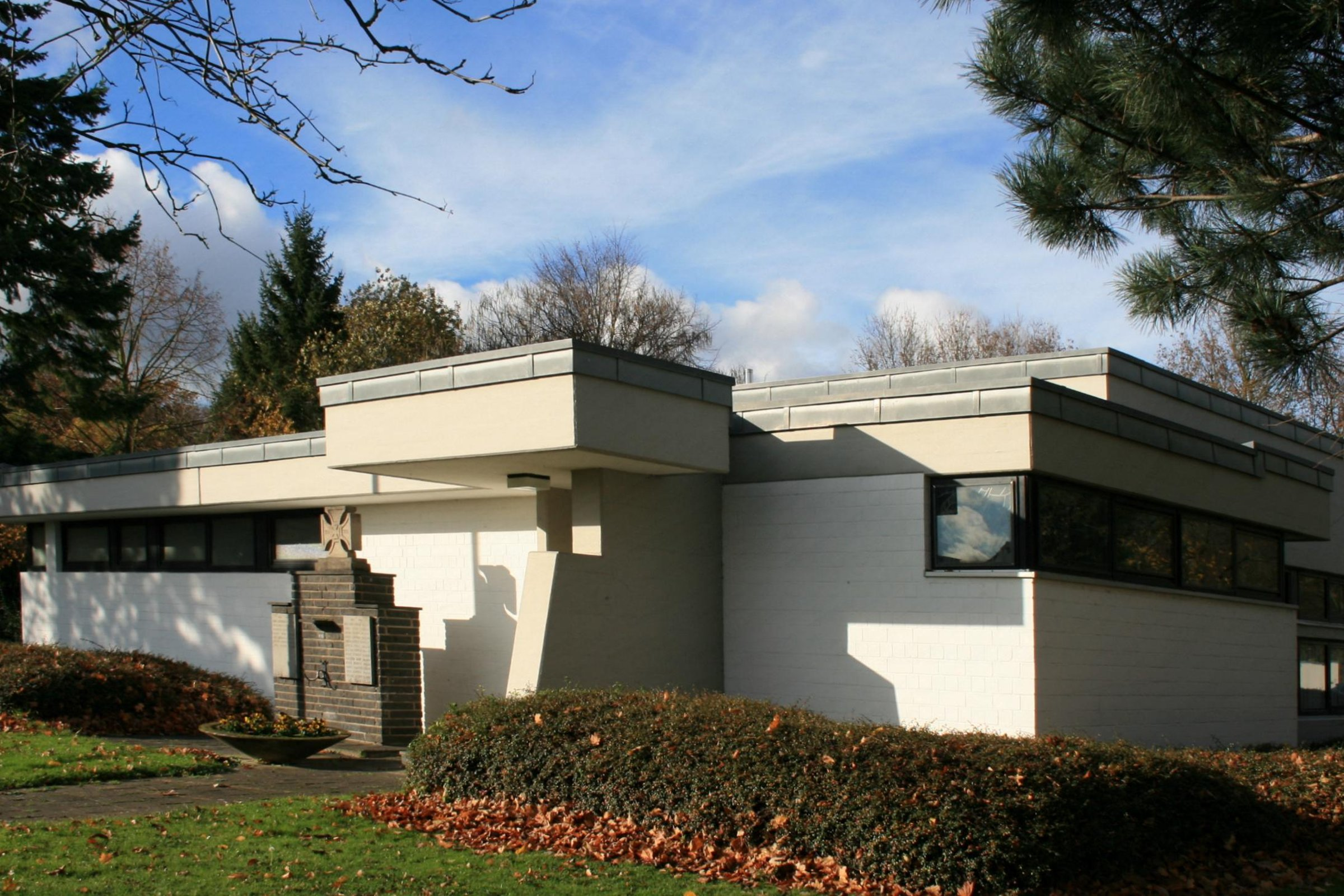
Das Antoniushaus

Der Sakrale Raum im Antoniushaus befindet sind in Oberbolheim, einem Ortsteil von Nörvenich im Kreis Düren, Nordrhein-Westfalen, im Antoniushaus in der Ortsmitte.
1969 wurde der Ort Alt-Oberbolheim geschleift. Es entstand das jetzige Oberbolheim. In der Ortsmitte wurde ein Bürgerhaus errichtet, das Antoniushaus. In diesem Haus wurde ein sakraler Raum mit Gegenständen aus der Antoniuskapelle in Alt-Oberbolheim eingerichtet. Die Kapelle wurde mittlerweile entwidmet. Jetzt können Messen in dem sakralen Raum in Antoniushaus gefeiert werden. Das Ehrenmal aus Alt-Oberbolheim wurde neben den Eingang des Antoniushauses versetzt.
Der Raum wurde am 20. März 1985 in die Denkmalliste der Gemeinde Nörvenich unter Nr. 54 eingetragen.

## Belege
- Denkmalliste der Gemeinde Nörvenich (PDF; 108 kB)

Koordinaten: 50° 48′ 47,9″ N, 6° 39′ 11,4″ O